# توم تيليس
توماس رولاند تيليس (بالإنجليزية: Thomas Roland Tillis)‏ هو سياسي أمريكي ولد في يوم 30 أغسطس 1960 في مدينة جاكسونفيل في فلوريدا. يشغل حالياً منصب عضو في مجلس الشيوخ الأمريكي كممثل عن ولاية كارولاينا الشمالية. خدم في السابق في مجلس النواب الأمريكي من سنة 2011 إلى سنة 2015.